# Saison NBA Development League 2006-2007
Navigation
Saison 2005-2006 Saison 2007-2008
La saison NBA Development League 2006-2007 est la 6e saison de la NBA Development League, la ligue mineure de la National Basketball Association (NBA). Les Wizards du Dakota remportent le titre de champion,  en s'imposant en finale face aux 14ers du Colorado.

## Saison régulière
| Eastern Division         | Eastern Division | Eastern Division | Eastern Division | Eastern Division |
| Équipe                   | Victoires        | Défaites         | % de victoires   | Écart            |
| ------------------------ | ---------------- | ---------------- | ---------------- | ---------------- |
| Dakota Wizards           | 33               | 17               | 66,0             | --               |
| Sioux Falls Skyforce     | 30               | 20               | 60,0             | 3                |
| Fort Worth Flyers        | 29               | 21               | 58,0             | 4                |
| Tulsa 66ers              | 21               | 29               | 42,0             | 12               |
| Austin Toros             | 21               | 29               | 42,0             | 12               |
| Arkansas RimRockers      | 16               | 34               | 32,0             | 17               |
| Western Division         |                  |                  |                  |                  |
| Équipe                   | Victoires        | Défaites         | % de victoires   | Écart            |
| Idaho Stampede           | 33               | 17               | 66,0             | --               |
| Colorado 14ers           | 28               | 22               | 56,0             | 5                |
| Albuquerque Thunderbirds | 24               | 26               | 48,0             | 9                |
| Anaheim Arsenal          | 23               | 27               | 46,0             | 10               |
| Los Angeles D-Fenders    | 23               | 27               | 46,0             | 10               |
| Bakersfield Jam          | 19               | 31               | 38,0             | 14               |

## Playoffs
|  | Premier tour | Premier tour             | Premier tour |                      |         | Demi-finales   | Demi-finales | Demi-finales |  |  | Finale | Finale         | Finale |
|  |              |                          |              |                      |         |                |              |              |  |  |        |                |        |
|  | E2           | Sioux Falls Skyforce     | 128          |                      |         |                |              |              |  |  |        |                |        |
|  | E3           | Fort Worth Flyers        | 105          |                      |         |                |              |              |  |  |        |                |        |
|  | E3           | Fort Worth Flyers        | 105          |                      | E1      | Dakota Wizards | 115          |              |  |  |        |                |        |
|  |              |                          |              |                      | E1      | Dakota Wizards | 115          |              |  |  |        |                |        |
|  |              |                          | E2           | Sioux Falls Skyforce | 113     |                |              |              |  |  |        |                |        |
|  |              |                          | E2           | Sioux Falls Skyforce | 113     |                |              |              |  |  |        |                |        |
|  |              |                          |              |                      |         |                |              |              |  |  |        |                |        |
|  |              |                          |              |                      |         |                |              |              |  |  |        |                |        |
|  |              |                          |              |                      |         |                |              |              |  |  | E1     | Dakota Wizards | 129    |
|  |              |                          | W2           | Colorado 14ers       | 121     |                |              |              |  |  |        |                |        |
|  | W2           | Colorado 14ers           | 130          |                      |         |                |              |              |  |  |        |                |        |
|  | W3           | Albuquerque Thunderbirds | 100          |                      |         |                |              |              |  |  |        |                |        |
|  | W3           | Albuquerque Thunderbirds | 100          |                      | W1      | Idaho Stampede | 91           |              |  |  |        |                |        |
|  |              |                          |              |                      | W1      | Idaho Stampede | 91           |              |  |  |        |                |        |
|  |              |                          | W2           | Colorado 14ers       | 94 (ap) |                |              |              |  |  |        |                |        |
|  |              |                          | W2           | Colorado 14ers       | 94 (ap) |                |              |              |  |  |        |                |        |
|  |              |                          |              |                      |         |                |              |              |  |  |        |                |        |

## Récompenses
MVP de la saison régulière : Randy Livingston (Stampede de l'Idaho)
Rookie de l'année : Louis Amundson (14ers du Colorado)
Défenseur de l'année : Renaldo Major (Wizards du Dakota)
Prix Jason Collier pour l'esprit sportif : Roger Powell (RimRockers de l'Arkansas)
Entraîneur de l'année : Bryan Gates (Stampede de l'Idaho)
MVP du All-Star D-League : Pops Mensah-Bonsu (Flyers de Fort Worth)
| All-NBA D-League First Team : - Louis Amundson (14ers du Colorado) - Elton Brown (14ers du Colorado) - Randy Livingston (Stampede de l'Idaho) - Renaldo Major (Wizards du Dakota) - Von Wafer (14ers du Colorado) | All-NBA D-League Second Team : - Will Conroy (66ers de Tulsa) - B. J. Elder (Toros d'Austin) - Kevinn Pinkney (Jam de Bakersfield - Jared Reiner (Skyforce de Sioux Falls) - Jeremy Richardson (Flyers de Fort Worth) (ex æquo) - Jawad Williams (Arsenal d'Anaheim) (ex æquo) |